# Petracola labioocularis
Espèce
Synonymes
- Proctoporus labioocularis Köhler & Lehr, 2004

Petracola labioocularis est une espèce de sauriens de la famille des Gymnophthalmidae.

## Répartition
Cette espèce est endémique de la région de Huánuco au Pérou.

## Publication originale
- Köhler & Lehr, 2004 : Comments on Euspondylus and Proctoporus (Squamata: Gymnophthalmidae) from Peru, with the description of three new species and a key to the Peruvian species. Herpetologica, vol. 60, no 4, p. 501-518.